# Niels den Hellige
Niels den Hellige (født før 1157, død 1180 i Århus) var en dansk kongesøn. Han blev dyrket som lokal helgen på Århusegnen helt frem til 1800-tallet, selv om han aldrig blev kanoniseret.

## Biografi
Niels var søn af kong Knud og halvbror til bisp Valdemar. Moderens navn og identitet er ikke overleveret, men Niels var en såkaldt frillesøn. Ifølge en helgenlegende døde Niels' mor i barselsseng.
Hans fødselsår kendes ikke, men kan ikke være senere end 1157 (faderens dødsår). I 1176 var han ved kong Valdemars hof, hvor han optrådte som vidne i en sag om overdragelse af kongelig ejendom til Esrum Kloster.
Niels må allerede i sin levetid være blevet betragtet som en hellig mand. Det fremgår af Ryd Klosters Årbog, hvor der i året 1180 står: "Skt. Niels i Århus døde" (oversat fra latin: obiit sanctus Nicolaus in Arus).
De danske bestræbelser på at helliggøre Niels lykkedes ikke, og han blev aldrig kanoniseret af den katolske kirke.
Sankt Nicolaus' Kilde der løber på Frederiksbjerg nedenfor Strandvejen, har navn efter Niels den Hellige.